# Идилево
Идилево е село в Северна България, община Севлиево, област Габрово.

## География
Село Идилиево се намира на около 19 km север-северозападно от областния център Габрово и около 12 km изток-североизточно от общинския център Севлиево. Разположено е между най-източната част на Севлиевските възвишения от север и северозападната част на платото Стражата от юг, в долината на река Чопарата, южно от реката. Надморската височина в центъра на селото при сградата на кметството е около 350 m, нараства на изток и намалява на запад.
Общински път свързва Идилево на север с първокласния републикански път I-4, съвпадащ с Европейски път Е772, а на изток – с третокласния републикански път III-406.
Землището на село Идилево граничи със землищата на: село Добромирка на север и североизток; село Буря на изток; село Ловнидол на югоизток, юг и югозапад; село Крушево на запад и северозапад.
В землището на Идилево на река Чопарата се намира язовир Идилево.
Населението на село Идилево, наброявало 619 души при преброяването към 1934 г. и 653 към 1946 г., намалява до 256 към 1985 г. и 97 (по текущата демографска статистика за населението) към 2020 г.
При преброяването на населението към 1 февруари 2011 г., от обща численост 125 лица, за 94 лица е посочена принадлежност към „българска“ етническа група, за 7 – към „турска“, за 4 – към „ромска“, за 8 – към „други“ и за 12 – „не е даден отговор“.

## История

### Произход
В условията на минимална тюркска колонизация, на мястото на обезлюдените селища в Севлиевско, малко преди и около средата на 15 век се появяват първите тюркски заселници от Мала Азия. Юруци (скотовъди-номади) поставят началото на село Идилево (Али бей, по-късно Адил, Адиллер), което също има няколко малки махалички, всяка със свое гробище. Една от тях се нарича Аша махале (Долна махала).
Преди Освобождението селото е с изцяло турско население и се нарича Адиллер. По-късно турците напускат и тук се заселват българи от високопланинските села около Габрово – основно от колиби Мазълите.

### Древна история
Най-близкото древно селище, за което могат да се открият следи в историята, е град Хоталич в околностите на Севлиево. Но за района на Идилево, който се намира на около 16 km източно от Севлиево, не се говори нищо. В землището на селото обаче се откриват безспорни следи на римски път, който източно от него, се разклонява в две посоки – едната на североизток, а другата част, която преминава на юг от селото – на изток. Интересни са останките от сгради, основите на които все още могат да се видят в два района – близо до разклона на северния път и на южния път на около 500 – 600 m от селото. Особено добре е очертан комплексът от сгради на южния път, представляващ очевидно митнически граничен пост, построен неизвестно кога, но най-вероятно по време на Първото или Второто българско царство, но е възможно да съществува от римско време. В останките ясно се различават основите на три сгради, построени от по-скоро недялани плочи, с дълбоко мазе. Размерите на две от сградите са приблизително 40х10 m всяка, а третата е изнесена на около 80 – 100 метра на запад край пътя там, където той се спуска рязко надолу. Тази сграда остава на височината и е нещо като контролен пост. Размерите ѝ са приблизително 6х8 m. Ако това е граничен пункт, очевидно е, че границата е била на запад. Сградите по северния път са само две, но по-големи. Намират се на около 1,5 – 2 km точно на север от по-горе описаните на височина, която господства на запад.

## Население
Преброяване на населението през 2011 г.
Численост и дял на етническите групи според преброяването на населението през 2011 г.:
|                     | Численост | Дял (в %) |
| Общо                | 125       | 100,00    |
| Българи             | 94        | 75,2      |
| Турци               | 7         | 5,6       |
| Цигани              | 4         | 3,2       |
| Други               | 8         | 6,4       |
| Не се самоопределят | 0         | 0,00      |
| Неотговорили        | 12        | 9,6       |

## Обществени институции
Село Идилево към 2022 г. е център на кметство Идилево.
В село Идилево към 2022 г. има:
- православна църква „Света Параскева“;[9]
- пощенска станция.[10]